# 왕부 (사상가)
왕부(王符)는 후한의 사상가로, 《잠부론》(潜夫論)의 저자이다.
《후한서》에서 왕충, 왕부, 중장통 세 사람에게 하나의 전을 할당하고 이들 세 사람을 후한삼현(後漢三賢)이라고 부른다.

## 생애
왕부의 자는 절신(節信)이다. 안정군 임경현(林涇縣, 현재의 감숙성 경양시 진원현) 사람이었다. 마융·책장·장형·최원 등과 친분이 있었으나 당시는 환관에 의해 정치가 사유화된 상황이었다. 왕부는 환관에 얽매이지 않아 승진하지 못하고 은거하여 시국을 비판하는 책을 썼는데, 그것이 《잠부론》이다. 그 후로 평생 관직을 얻지 못했다.
같은 안정군 출신으로 도요장군이었던 황보규(황보숭의 백부)가 퇴직하고 고향에 돌아왔을 때 왕부가 면회를 갔더니 황보규는 왕부의 이름을 듣고 놀라 영접했는데, 높은 대우를 했다고 한다.

## 사상과 저서
《잠부론》 10권 35편(서록 포함 36편)이 전해져 이를 통해 왕부의 사상을 알 수 있다.
여기서 왕부는 시국을 비판하기만 하지는 않고, 서두에서 학문의 중요성을 말하고 말미에서는 일종의 족보를 전한다.
후한 시대의 강족의 침입에 대해 자세히 설명하고 한나라가 반격하지 않는 것에 분노한다 (구변편·변의편).
같은 후한삼현 중 한 사람인 왕충은 당시의 미신을 타파했지만 그 위에서 새로운 철학을 세우지는 못한 반면, 왕부는 왕충의 비판적 태도를 받아들이면 유가의 사상에 법가설을 가미해 당대에 필요한 철학을 세우는 시도를 했다는 평가를 받는다. 같은 후한삼현인 중장통도 비슷한 법가적 경향을 지니고 있어 다음 시대의 인물인 조조에 의해 그 법가적 유가사상이 실천되었다고 보기도 한다.
왕부는 기본적으로는 유가였으나 당시에는 난세로 정치가 무력화되어 있으므로 법에 의한 강력한 통치를 호소했을 뿐이라는 해석도 있다. 왕부는 인간을 상지·하우·중용(上智・下愚・中庸)의 세 종류로 나누고, 하우에 대한 교육은 무의미하고 엄벌만이 의미를 가지며, 중용은 선이나 악이 되는 것이므로 엄벌과 사유를 병용해야 한다고 하였다.
왕부는 왕충과 마찬가지로 합리적사고를 가지고 있었으나 한편으로 동중서·유향으로 통하는 재이사상(災異思想)을 가지고 있어 인간의 행위에 기가 감응하는 것으로 재이를 설명하고자 하였다. 또한 유가와 법가뿐만 아니라 노자적인 측면도 있어 태고의 정치는 무위였음을 말하고 있다(권장편).
《잠부론》은 《한위총서》에도 수록되어 있다.